# 王金笛
王金笛（1955年—），吉林集安人，汉族，中华人民共和国政治人物、第十二届全国人民代表大会辽宁地区代表。
毕业于美国纽约州立大学工商管理专业，加入中国共产党。2013年，被选为全国人大代表。